# Карловарски край
Карловарският край (на чешки: Karlovarský kraj или Karlovarsko) е един от краевете на Чешката република. Разположен е в западната част на страната в историческия регион Бохемия. Административен център на края е град Карлови Вари.

## География
Карловарския край е разположен в западната част на Чехия. Там се намират големите чешки градове Марианске Лазне и Карлови Вари.

## Административно деление
Карловарския край се дели на 3 окръга:
- Хеб – 93 112 души (2007)
- Карлови Вари – 117 783 души (2007)
- Соколов – 93 379 души (2007)

Населени места:
- Карлови Вари – 53 708 души (2008)
- Хеб – 35 022 души (2008)
- Соколов – 24 456 души (2006)
- Остров – 17 193 души (2005)
- Аш – 13 420 души (2008)
- Божи дар – най-високо разположеният град в Чехия

## Население

### Етнически състав през 2001 г.
Численост и дял на етническите групи според преброяването на населението през 2001 г.:
|            | Численост | Дял (в %) |
| Общо       | 304 343   | 100.00    |
| Чехи       | 266 054   | 87.41     |
| Словаци    | 14 079    | 4.62      |
| Германци   | 8925      | 2.93      |
| Виетнамци  | 3159      | 1.03      |
| Украинци   | 1177      | 0.38      |
| Цигани     | 753       | 0.24      |
| Руснаци    | 651       | 0.21      |
| Моравци    | 439       | 0.14      |
| Поляци     | 357       | 0.11      |
| Силезци    | 25        | > 0.01    |
| Други      | 3079      | 1.01      |
| Неизвестни | 5645      | 1.85      |